# Куриа-Муриа
Ку́риа-Му́риа (араб. جزر خوريا موريا‎ транслит. «Джузур Хурийя Мурийя») — группа принадлежащих Оману островов в Аравийском море, в 40 км от юго-восточного побережья страны.

## География
В группе пять островов общей площадью 73 км², с запада на восток: Эль-Хасикия, Эс-Сауда, Эль-Халлания, Гарзант и Эль-Киблия. Острова состоят в основном из гранита и представляют собой вершины затопленного горного хребта; максимальная высота над уровнем моря 501 м.
| № | Острова (русс.)     | Острова (араб.) | Площадь, км² | Наивысшая точка, м | Координаты                      |
| - | ------------------- | --------------- | ------------ | ------------------ | ------------------------------- |
| 1 | Эль-Хасикия         | جزيرة الحاسكية  | 2            | 155                | 17°28′28″ с. ш. 55°36′05″ в. д. |
| 2 | Эс-Сауда            | الجزيرة السوداء | 11           | 399                | 17°29′28″ с. ш. 55°51′18″ в. д. |
| 3 | Эль-Халлания        | جزيرة الحلانية  | 56           | 501                | 17°30′52″ с. ш. 56°01′29″ в. д. |
| 4 | Гарзант             | جرزعوت          | 0,3          | 70                 | 17°37′01″ с. ш. 56°08′24″ в. д. |
| 5 | Эль-Киблия          | الجزيرة القبلية | 3            | 168                | 17°30′00″ с. ш. 56°20′15″ в. д. |
|   | Острова Куриа-Муриа | جزر خوريا موريا | 73           | 501                | 17°30′ с. ш. 56°00′ в. д.       |

## История
Считается, что именно эти острова упоминаются в письменных источниках I века нашей эры под именем Insulae Zenobii.
Население полностью покинуло остров в 1818 году, спасаясь от частых пиратских набегов. Позднее контроль над островами установил султан Маската (впоследствии — Маскат и Оман, ещё позже — Оман). Султан уступил острова Великобритании в 1854 году; в 1937 году острова были присоединены к британской колонии Аден.
До 1953 года острова входили в юрисдикцию британского губернатора Адена, после — британского верховного комиссара со штаб-квартирой в Адене. В 1963 году они были переданы под контроль британского политического резидента в Персидском заливе, базирующегося на Бахрейне. 30 ноября 1967 года острова были возвращены под контроль Маската и Омана, который в то время, в свою очередь, находился под протекторатом Великобритании.
В 1971 году Маскат и Оман вместе с островами получил полную независимость в качестве Султаната Оман.
После получения в 1967 году Южным Йеменом независимости от Великобритании он какое-то время заявлял о своих правах на острова и в декабре 1967 года даже подал протест в ООН против передачи островов Маскату. Хотя история, по-видимому, не получила продолжения, ещё и в 1989 году на советских картах острова отмечались как принадлежащие Южному Йемену (НДРЙ — Народно-Демократическая Республика Йемен), который активно сотрудничал с Советским Союзом и заявлял о намерении строить социализм.

## Население
Постоянное население имеется лишь на Эль-Халлании, самом крупном из них (56 км²). Население 85 человек (1967). Современные обитатели островов занимаются в основном рыболовством, используя в качестве плавательных средств, как в древние времена, надутые шкуры животных.
На острове Эс-Сауда население отсутствует, однако начата постройка гостиничного комплекса для туристов, которых может привлечь большое количество гнездящихся птиц (остров также называют «Островом птиц»).